# NGC 2264
NGC 2264 est un très jeune amas ouvert, situé dans la constellation de la Licorne. Il a été découvert par l'astronome germano-britannique William Herschel en 1784.
NGC 2264 est à environ 637 pc (∼2 080 al) du Système solaire et les dernières estimations donnent un âge de 9,0 millions d'années. La taille apparente de l'amas est de 40 minutes d'arc, ce qui, compte tenu de la distance, donne une taille réelle maximale d'environ 24,2 années-lumière.
Selon la classification des amas ouverts de Robert Jules Trumpler, cet amas renferme moins de 50 étoiles (lettre p) dont la concentration est faible (IV) et dont les magnitudes se répartissent sur un grand intervalle (le chiffre 3).

## La région voisine de NGC 2264

Photo prise à l'observatoire La Silla de l'ESO. La nébuleuse du Cône, l'amas de l'Arbre de Noël (en réalité des étoiles de NGC 2264) et la nébuleuse de la Fourrure de Renard sont visibles sur cette photo qui couvre une région d'environ 30 années-lumière.

Considérant que la taille angulaire de l'amas lui-même est de 40 minutes d'arc, un très vaste complexe nébuleux entoure celui-ci, environ 3 degrés en diamètre. Ce complexe comprend des nébuleuses en émission, des nébuleuses par réflexion et des nébuleuses obscures. Au bas de la photo prise à l'observatoire de La Silla de l'ESO, on aperçoit la nébuleuse du Cône, une dense nébuleuse obscure de gaz et de poussière.
La forme inversée de l'amas de l'arbre de Noël est juste au-dessus du cône. En fait, ces étoiles font partie de l'amas NGC 2264. L'étoile très brillante au sommet de l'image est S Monocerotis.
La nébuleuse de la Fourrure de Renard, dans le coin supérieur droit de l'image, n'est pas en général considérée comme faisant partie de NGC 2264, mais c'est sûrement une extension de gaz et de poussière de cette région.

## Galerie

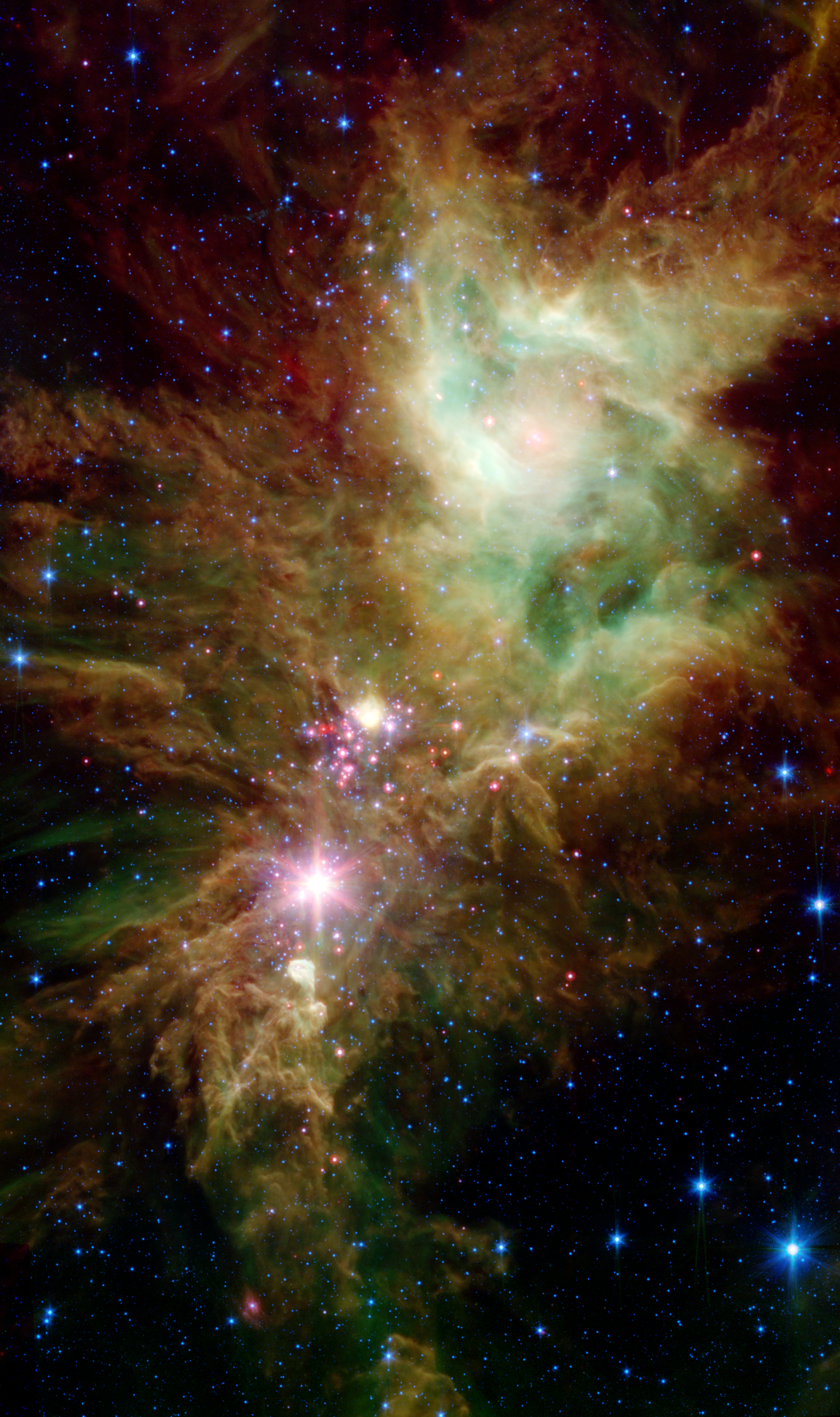
NGC 2264 en infrarouge par le télescope spatial Spitzer. En rose, des étoiles nouvellement formées. On a donné le nom d'amas du Flocon de Neige (en) au groupe d'étoiles que l'on voit sur cette photo.
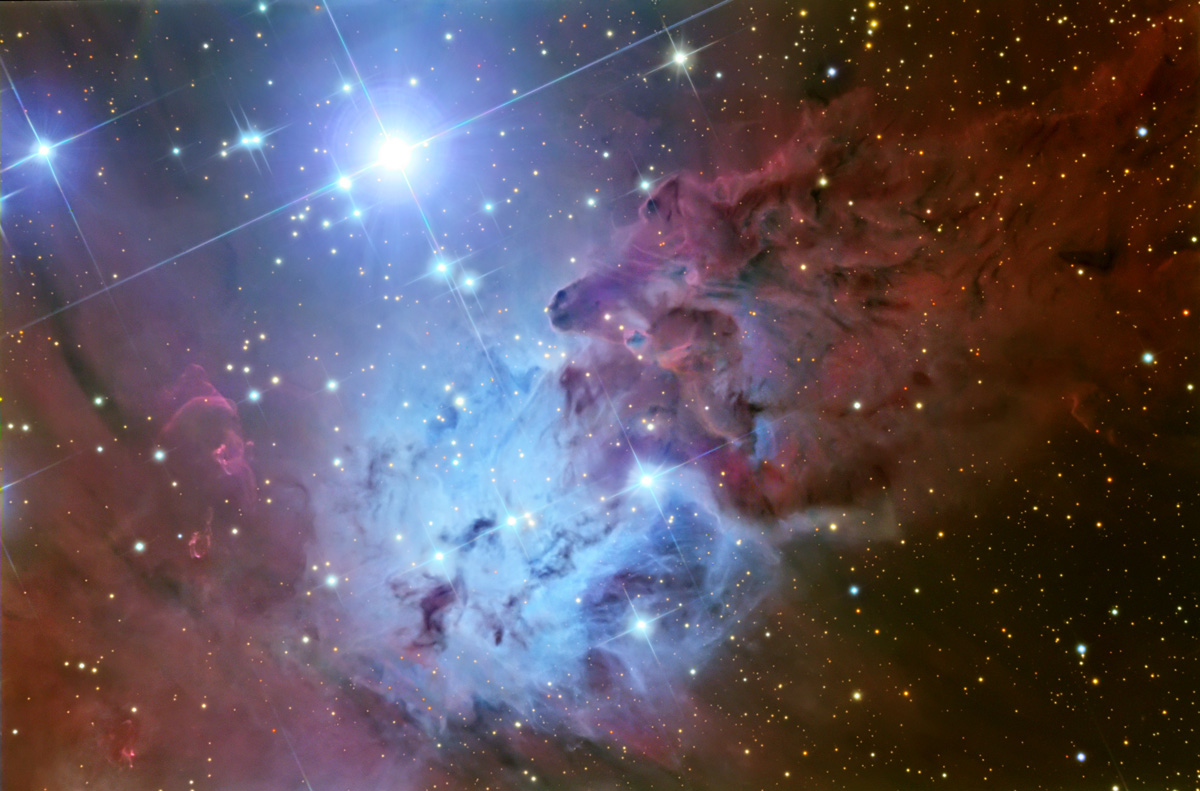
La nébuleuse de la Fourrure de Renard. (Adam Block, Mount Lemmon SkyCenter).
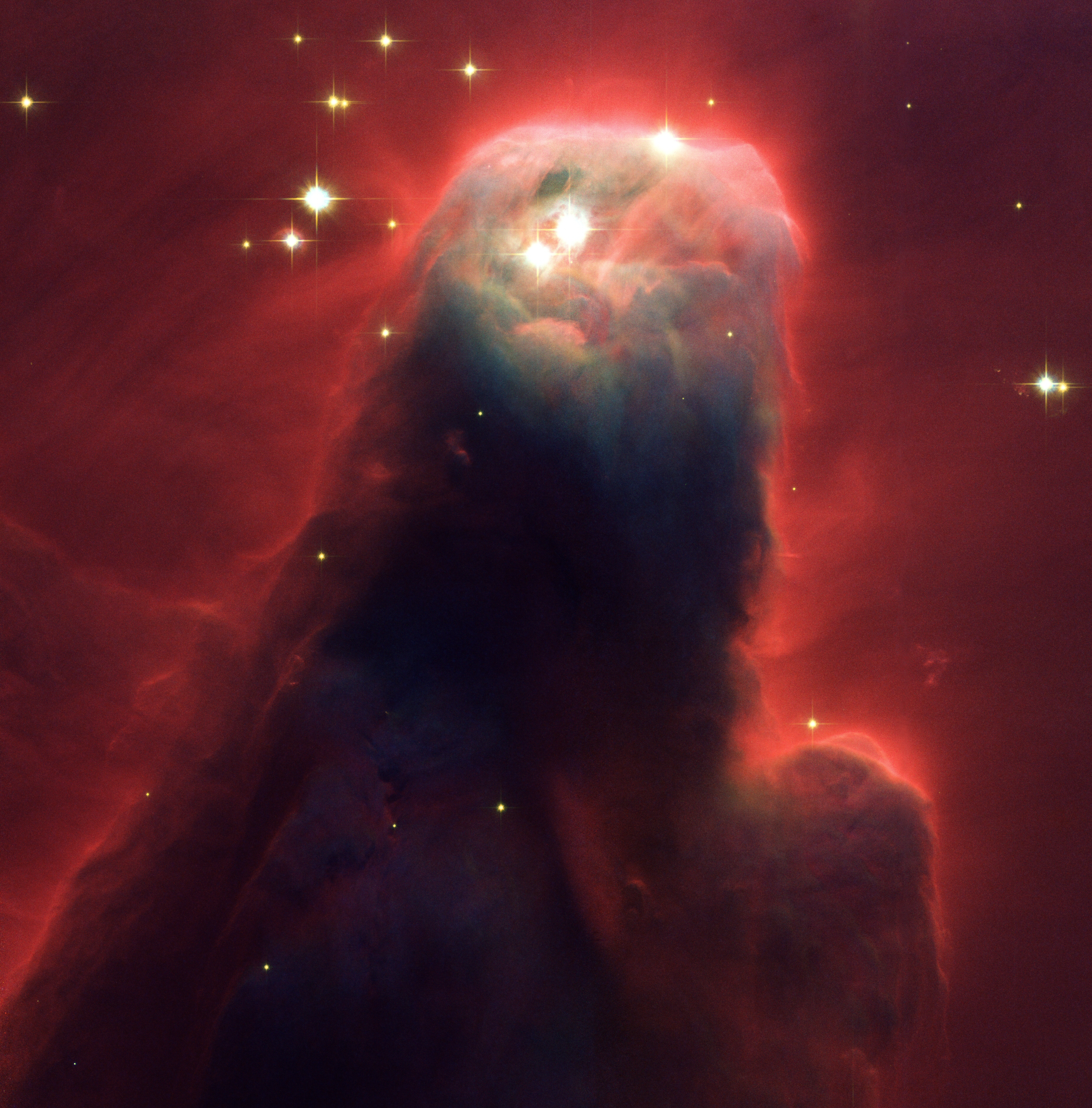
La nébuleuse du Cône par le télescope spatial Hubble.